# 白鼻僧面猴
白鼻僧面猴（学名：Chiropotes albinasus），又名白鼻粗尾猴、白鼻狐尾猴或白鼻叢尾猴，是巴西亚马孙雨林東南部特有的一種瀕危叢尾猴。牠們的鼻子其實是鮮粉紅色，並非白色，只是其標本因製作時而在鼻子的位置褪成白色。牠們的毛皮呈黑色。

## 外部連結
- 白鼻僧面猴的相片 （页面存档备份，存于）
- Infonatura （页面存档备份，存于）